# Чемпіонат світу з трекових велоперегонів 1914
Чемпіонат світу з трекових велоперегонів 1914 пройшов 2 серпня 1914 року в Копенгагені, Данія. В програмі чемпіонату було лише одне змагання — гонка за лідером серед аматорів.

## Медалісти

### Чоловіки
Аматори
| Дисципліна       | Золото         | Срібло          | Бронза           |
| Гонка за лідером | Кор Блекемолен | Жак ван Жінкель | Вальтер Штельцер |

## Загальний медальний залік
| Місце  | Країна           | Золото | Срібло | Бронза | Загалом |
| ------ | ---------------- | ------ | ------ | ------ | ------- |
| 1      | Нідерланди       | 1      |        |        | 1       |
| 2      | Бельгія          |        | 1      |        | 1       |
| 3      | Німецька імперія |        |        | 1      | 1       |
| Всього | Всього           | 1      | 1      | 1      | 3       |